# Розанов, Михаил Виллиевич
Михаи́л Ви́ллиевич Ро́занов (род. 15 июля 1973 года, Москва) — российский фотограф и актёр.
Розанов делает только чёрно-белые снимки, совершая для этого экспедиции в разные страны. Его работы находятся в Пушкинском музее, Русском музее, Московский дом фотографии и других музеях. Преподает в Британской Высшей школе дизайна.

## Биография
Родился в Москве. В 16-летнем возрасте дебютировал в фильме Сергея Соловьёва — «Чёрная роза — эмблема печали, красная роза — эмблема любви», сыграв Митю — 15-летнего потомка белоэмигранта. Во время съёмок этого фильма крестился в православии, крёстным отцом стал Сергей Соловьёв. Крещение было снято на плёнку и вошло в фильм как финальный эпизод. После окончания школы поступил на исторический факультет МГУ и занялся историей Средних веков. Затем учился в Новой Академии искусств в Санкт-Петербурге.

## Фильмография
- 1989 — Чёрная роза — эмблема печали, красная роза — эмблема любви — Дмитрий Лобанов (Митя)

## Семья
- Дочь Варвара (род. 1993) — театровед-менеджер.